# Ernie Caceres
Ernesto "Ernie" Caceres (22 de noviembre de 1911-10 de enero de 1971) fue un músico de jazz de nacionalidad estadounidense. 

## Biografía
Nacido en Rockport, Texas, sus hermanos eran los músicos Emilio Caceres, violinista de música norteña, y Pinero Caceres, trompetista y pianista. Caceres tocaba el clarinete, la guitarra, el saxofón alto y el saxofón barítono, y tocó por primera vez de manera profesional en 1928 en el ambiente local de Texas. 
Él y Emilio se mudaron a Detroit y después a Nueva York, trabajando como músicos de sesión cuando tenían la oportunidad. En 1938 Caceres entró a formar parte de la banda de Bobby Hackett, y posteriormente llegó a ser un solicitado músico de acompañamiento, tocando con Jack Teagarden en 1939 y con la orquesta de Glenn Miller desde febrero de 1940 a septiembre de 1942. Estando con Miller intervino en los filmes Sun Valley Serenade (1941) y Orchestra Wives (1942). A lo largo de la década de 1940 también colaboró con Benny Goodman, Woody Herman, y Tommy Dorsey.
En 1949 puso en marcha su propio cuarteto, tocando en el Hickory Log de Nueva York. En los primeros años sesenta tocó con la banda de Billy Butterfield, y en 1964 volvió a Texas, donde colaboró en un grupo junto a su hermano Emilio desde 1968 hasta el momento de su muerte, ocurrida en 1971 a causa de un cáncer de garganta.